# Peter Niehusen
Peter Niehusen, född den 15 juli 1951 i Lübeck i Tyskland, är en västtysk roddare.
Han tog OS-brons i fyra utan styrman i samband med de olympiska roddtävlingarna 1976 i Montréal.